# 두미아트

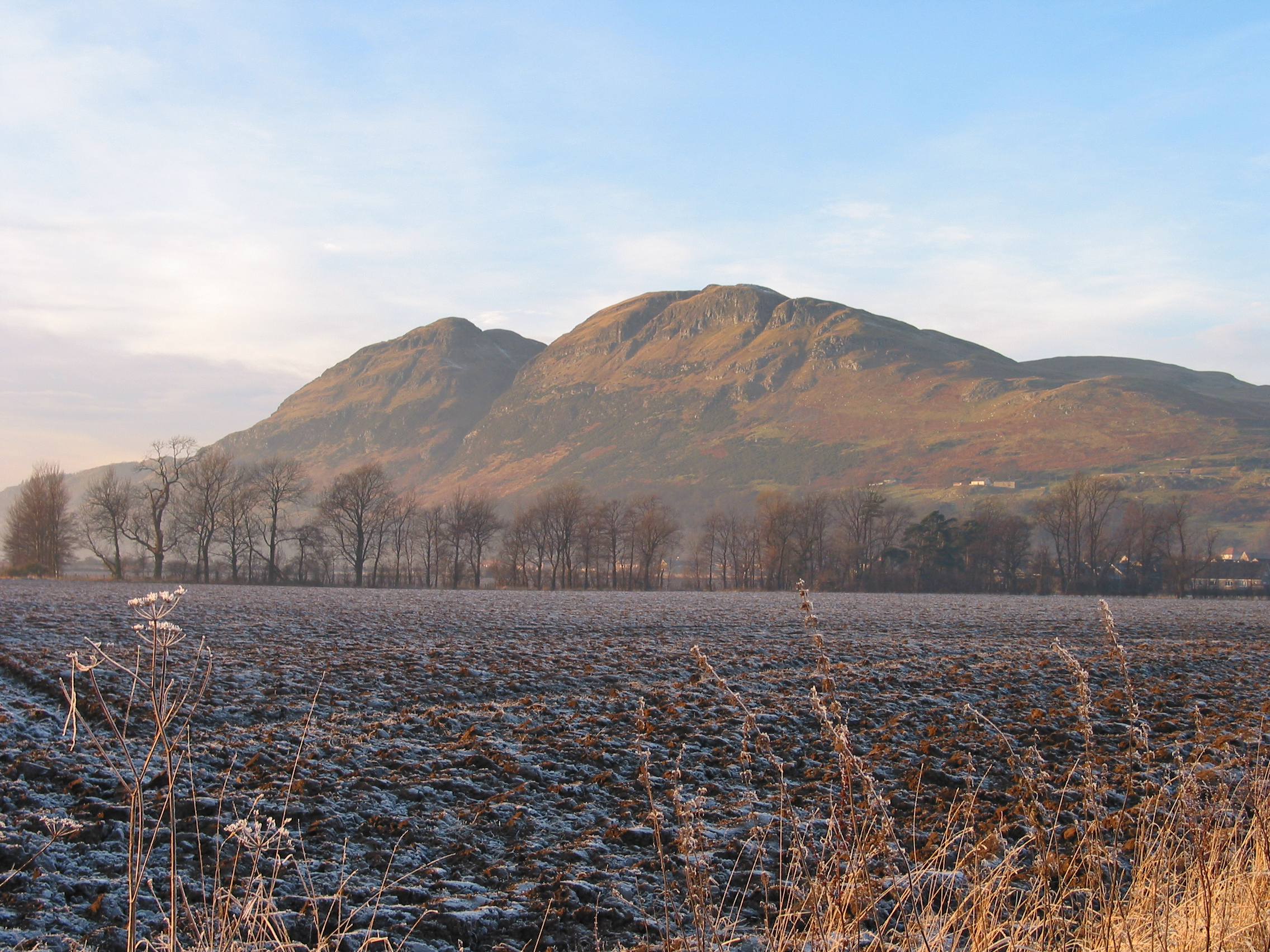

두미아트(Dumyat 또는 Dunmyat /dəˈmaɪ.ɪt/, 스코틀랜드 게일어: Dùn Mhèad)는 스코틀랜드 중부의 오칠힐스 서쪽 끝에 있는 언덕이다. 이 지명은 마에아테족(Maeatae) 언어의 Dun(언덕 요새)에서 유래한 것으로 생각된다.
상대적으로 작지만(높이 418m) 언덕의 특징적인 모양은 스털링 지역의 독특한 풍경의 중요한 부분을 형성하며 주변의 애비 크레이그(Abbey Craig)와 함께 자주 묘사된다. (특히 엽서와 달력에서) 이 언덕은 스털링(Stirling)의 역사적 특성과 월리스 기념비(Wallace Monument)의 근접성으로 인해 스털링 및 트로삭스(Stirling and Trossachs) 지역을 방문하는 관광객과 방문객들에게 인기 있는 오르막이다.
두미아트는 이전에 구리와 중정석을 위한 소규모 채굴장이었지만 지금은 이러한 작업이 중단되었다.